# 쓰루가역
쓰루가역(일본어: 敦賀駅, つるがえき)은 일본 후쿠이현 쓰루가시에 있는 서일본 여객철도와 해피라인 후쿠이의 철도역이자 경계역이다.

## 역 구조

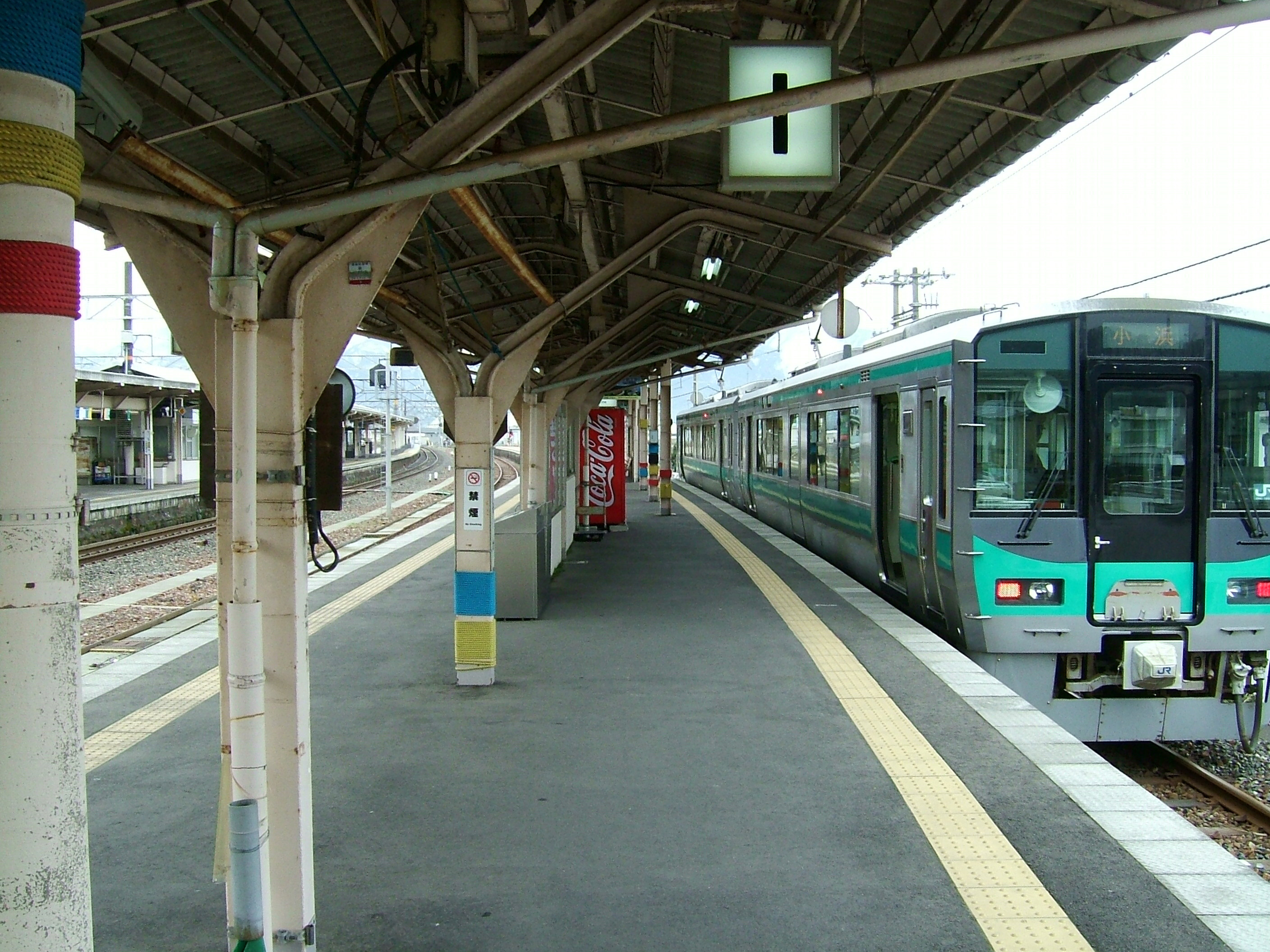
오바마 선 승강장

3면 6선의 섬식 승강장, 1개의 두단식 선로를 가진 3면 7선 형태의 지상역이다. 역사는 구내 서쪽에 있다. 1·2번 승강장은 오바마 선, 3 ~ 7번 승강장은 호쿠리쿠 본선 열차가 이용한다.

### 승강장

#### 신칸센
| 승강장  | 노선            | 방향 | 행선                                                                      |
| ------- | --------------- | ---- | ------------------------------------------------------------------------- |
| 11 - 14 | 호쿠리쿠 신칸센 | 하행 | 가나자와・도야마・이토이가와・나가노・다카사키・오미야・우에노・도쿄 방면 |

#### 재래선
| 승강장 | 노선                      | 방향 | 행선                            | 비고                          |
| ------ | ------------------------- | ---- | ------------------------------- | ----------------------------- |
| 1·2    | ■ 오바마 선               | -    | 오바마 · 히가시마이즈루 방면    |                               |
| 3      | ■ 해피라인 후쿠이선       | 하행 | 다케후 · 후쿠이 · 가나자와 방면 | 특급 · 급행 · 보통            |
| 4      | ■ 호쿠리쿠 본선·고세이 선 | 상행 | 마이바라 · 오사카 방면          | 신쾌속 · 보통                 |
| 5      | ■ 해피라인 후쿠이선       | 하행 | 다케후 · 후쿠이 · 가나자와 방면 | 주로 보통                     |
| 5      | ■ 호쿠리쿠 본선·고세이 선 | 상행 | 오사카 · 마이바라 방면          | 신쾌속 · 보통 · 일부 침대특급 |
| 6      | ■ 호쿠리쿠 본선·고세이 선 | 상행 | 오사카 · 마이바라 방면          | 특급 · 급행                   |
| 7      | ■ 호쿠리쿠 본선·고세이 선 | 상행 | 오사카 · 마이바라 방면          | 신쾌속 · 보통                 |
| 7      | ■ 해피라인 후쿠이선       | 하행 | 다케후 · 후쿠이 · 가나자와 방면 | 일부 보통                     |

## 역세권 정보
- 쓰루가 항 - 역전 정류장에서 연락 버스로 환승, 북쪽으로 1.7km

## 역사
- 1882년 3월 10일 - 일본 관설철도 야나가세 선 및 쓰루가코 선의 개통에 따라 개업하였다.
- 1895년 4월 1일 - 메이지 정부의 철도 선로 명칭 제정에 따라 도카이도 본선의 일부가 되었다.
- 1902년 11월 1일 - 철도 선로 명칭 개정에 따라 호쿠리쿠 본선의 일부가 되었다.
- 1909년 10월 12일 - 호쿠리쿠 선이 호쿠리쿠 본선으로 명칭을 바꾸었다.
- 1945년 - 쓰루가 공습으로 역 건물이 소실되었다.
- 1957년 10월 1일 - 호쿠리쿠 본선 기노모토역 ~ 쓰루가 역 간이 교류 전철화 선로로 이설되었다.
- 1987년 4월 1일 - 민영화에 따라 서일본 여객철도의 소속이 되었다.
- 2006년 9월 24일 - 호쿠리쿠 본선이 쓰루가 역을 포함한 이남 구간까지 직류화되었다.
- 2024년 3월 16일: 호쿠리쿠 신칸센 개통, 재래선역은 해피라인 후쿠이선과 호쿠리쿠 본선의 경계선이 됨.

## 인접역
| 서일본 여객철도 호쿠리쿠 본선 해피라인 후쿠이 ■ 해피라인 후쿠이선 | 서일본 여객철도 호쿠리쿠 본선 해피라인 후쿠이 ■ 해피라인 후쿠이선 | 서일본 여객철도 호쿠리쿠 본선 해피라인 후쿠이 ■ 해피라인 후쿠이선 |
| ----------------------------------------------------------------- | ----------------------------------------------------------------- | ----------------------------------------------------------------- |
| 신히키다 마이바라 방면                                            | 보통                                                              | 미나미이마조 쓰루가·후쿠이 방면                                   |
| 신히키다 교토·오사카 방면                                         | ■ 호쿠리쿠 본선 신쾌속·쾌속                                       | 시·종착역                                                         |
| 서일본 여객철도 오바마 선                                         |                                                                   |                                                                   |
| 시·종착역                                                         | ■ 오바마 선 보통                                                  | 니시쓰루가 히가시마이즈루 방면                                    |